# Copella vilmae
Copella vilmae är en fiskart som beskrevs av Géry, 1963. Copella vilmae ingår i släktet Copella och familjen Lebiasinidae. Inga underarter finns listade i Catalogue of Life.